# حزب العمل الشعبي (تركيا)
حزب العمل الشعبي (بالتركية: Halkın Emek Partisi)‏ كان حزبًا سياسيًا كرديًا في تركيا. تأسس الحزب في 7 يونيو 1990 من قبل سبعة أعضاء في الجمعية الوطنية التركية الكبرى طردوا من الحزب الشعبوي الديمقراطي الاجتماعي. قاد الحزب أحمد فهمي إيشكلار. نظر الحزب لنفسه في البداية كحزب لكامل تركيا. في يونيو 1991، أعلن رئيس الحزب إيشكلار في أول مؤتمر للحزب أن عدة دوائر حاولت وصف الحزب بأنه حزب كردي، ولأن الحزب مقموع، وفي هذا الإطار، فقد افتخر بتبعيتهم للكرد. وبعد بضعة أيام كرر إيشكلار أنهم غير مرتاحين لأن يطلق عليهم اسم الحزب الكردي بسبب انتهاك حقوق الكرد. بعد هذا الإعلان استقال عدة أعضاء ترك من مؤسسي الحزب. بالنسبة لانتخابات العام 1991، تحالف الحزب مع حزب الشعب الجمهوري في إردال إينو. شارك الحزب في مفاوضات السلام مع حزب العمال الكردستاني. في 16 أبريل 1993، سافر رئيس الحزب أحمد تورك وخمسة من أعضاء البرلمان إلى حزب العمال الكردستاني في لبنان، مطالبين بتمديد وقف إطلاق النار الذي أعلنه حزب العمال الكردستاني من قبل. وبسبب الترويج العلني لحقوق الكرد الثقافية والسياسية، حُظر الحزب من قبل المحكمة الدستورية في يوليو 1993. خلف الحزب حزب الديمقراطية الذي تأسس في مايو 1993.
في 7 يوليو 1991 عُثر على فيدات آيدن، رئيس فرع ديار بكر في الحزب، ميتًا على طريق بالقرب من ملطية فقط بعد يومين من قيام رجال مسلحين بنقله من منزله في ديار بكر. ذكرت زوجته، شكران أيدين، أن مقتل زوجها كان نقطة تحول وأن هناك زيادة مفاجئة في عدد جرائم القتل التي لم تُحل في المنطقة الجنوبية الشرقية من تركيا بعد وفاته وقالت أن مخابرات الدرك ومكافحة الإرهاب، وهي وحدة سرية داخل الدرك التركي، كانت مسؤولة عن اغتياله.